# Dolichomitus nakamurai
Dolichomitus nakamurai là một loài tò vò trong họ Ichneumonidae.